# A Fővárosi Állat- és Növénykert Elefántháza
Az Elefántház a budapesti Fővárosi Állat- és Növénykert egyik legismertebb műemlék épülete. Eredetileg a Vastagbőrűek Háza nevet viselte, szecessziós stílusban Neuschloss Kornél műépítész tervei alapján épült 1912-ben.

## Az épület jellemzői
Az állatház a benne bemutatott állatok származási helyére utalva az indiai és afrikai művészet hatásait viseli magán. A hatást fokozzák a különböző pirogránit díszítmények, színes üvegablakok és zománcos csempék, eozinmázas állatábrázolások, különféle terméskövek.
A pirogránit, eozin és zománcos csempe a pécsi Zsolnay porcelángyárból származik: a tulajdonosok azzal támogatták az állatkert megszépülését, hogy rendkívül kedvezményes, önköltségi áron biztosították a díszítőelemeket az épület számára.
Az Elefántház háromhajós épület – a legnagyobb belmagasságú főhajó a látogatótér, az oldalhajókban élnek az állatok. A tetőt dongaboltozat tartja, amit egy félköríves hevederív két részre oszt. A boltívek közti pilléreket a boltvállaknál tizenkét ágú csillag díszíti. A hajók végén két kupola látható: az északkeleti, minaret melletti részen a kisebb, amely a négy díszes sarokív miatt tizenkétszögalapúnak tűnik, illetve az épület másik végén a nagyobb, amely csegelyesen kapcsolódik a falakhoz.
A keleties hatást erősítette a 31 méter magas minaret, melynek felső szintjére 91 lépcső vezetett. A tornyot 1915-ben az I. világháborús szövetséges Oszmán Birodalom kérésére lebontották, mivel a török diplomácia nemtetszését fejezte ki az ellen, hogy egy muszlim szimbólum egy állatházat díszítsen.
A belső teret növényornamentika és stilizált állatábrázolások díszítik.

## A felújítás
Az épület a II. világháborút különösebb sérülések nélkül vészelte át, azonban állapota a 20. század utolsó évtizedére olyannyira leromlott, az állattartó helyek pedig olyannyira elavultak, hogy felújítása elkerülhetetlenné vált. A külső vakolat szinte teljesen hiányzott, a falfestményeket bevakolták, a díszítőkerámiák megrongálódtak, az épület pedig életveszélyessé vált. A munkálatok Kugler Katalin tervei alapján kezdődtek 1997-ben, a belső terek rekonstrukciója pedig Anthony Gall nevéhez fűződik. A minaret is újjáépült, így az épület nem csak eredeti alakját nyerte vissza, hanem még kilátóval is gazdagodott az állatkert.
A belső növénymintás festményeket és a nagy kupola geometrikus – stilizált állatalakos dekorációját korabeli fotók és helyszíni vizsgálatok alapján alkották újra időtálló festékkel. Az ólomüvegeket az Egyesült Államokból pótolták. Kicserélték a csatorna- és fűtési rendszert is. A gondozók számára biztonságos kezelőfolyosó épült.
A felújítás során az állatvédelmi szempontok ugyanannyit nyomtak a latban, mint a műemlékvédelmiek. Az elefántok belső tere 30 m²-rel növekedett, és külön bikaistállót is létrehoztak. Az istállók fényáteresztő tetőt, valamint padló- és falfűtést kaptak. Az addig meglehetősen sivár külső elefántkifutót átalakították, kibővítették. Egy 110 m²-es felületű medence épült, amelyben egyszerre több állat is fürdőzhet, emellett egy, az állatok által működtethető zuhanyt és a folyamatos vizsgálatokat lehetővé tevő mérleget is elhelyeztek a farönkökkel, árnyékolókkal, dombocskákkal gazdagodott kifutóban.
A felújítást 2000-ben Europa Nostra-díjjal honorálták. Az indoklás szerint „a magyar szecessziós építészet egy kiemelkedő példájának az érzékeny és precíz, beható tudományos kutatáson alapuló felújításáért, egyúttal az 1915-ben lerombolt torony gondos újjáépítésért” kapta meg az Elefántház a kitüntetést.

## Az Elefántház lakói
Mint neve is mutatja, az Elefántház legismertebb lakói az (ázsiai) elefántok, azonban más vastagbőrűek is – jelesül nílusi vízilovak, régebben pedig szélesszájú orrszarvúak – éltek itt. Egy ideig a ház lakói közé tartoztak a dél-amerikai tapírok is. Jelenleg csak egy elefántbika (név szerint Assam) van a házban.  A bikaistállóban pedig – amellett, hogy egy időben a rózsás flamingók téli szállásaként is szolgált – most az elefántok evolúciós szempontból legközelebbi rokonai, a szirtiborzok lakják. A ház Zsiráfház felőli oldalán marabuk kaptak helyet. Az Elefántház lakói még a sarkantyús teknősök is.

## Képtár

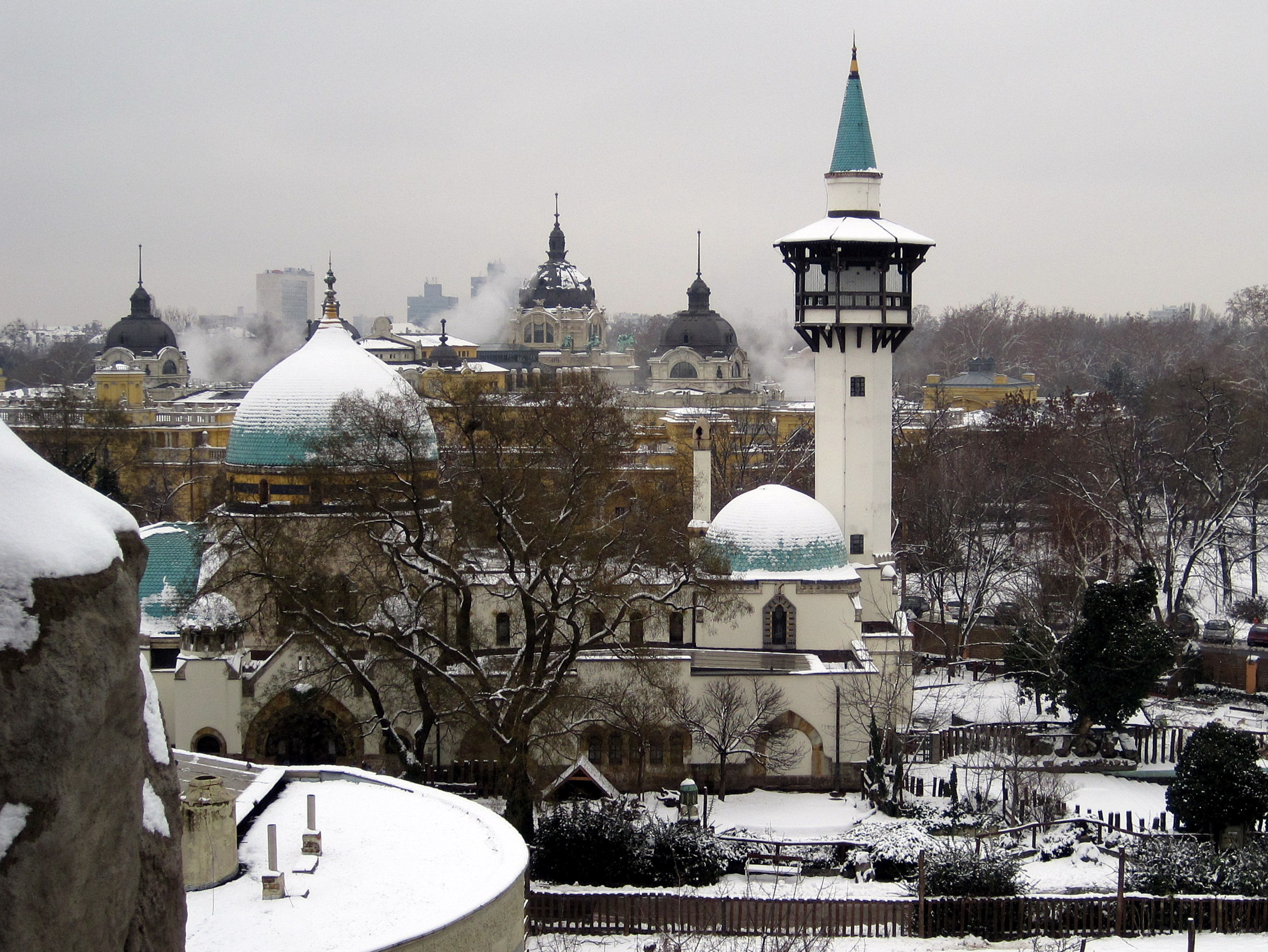
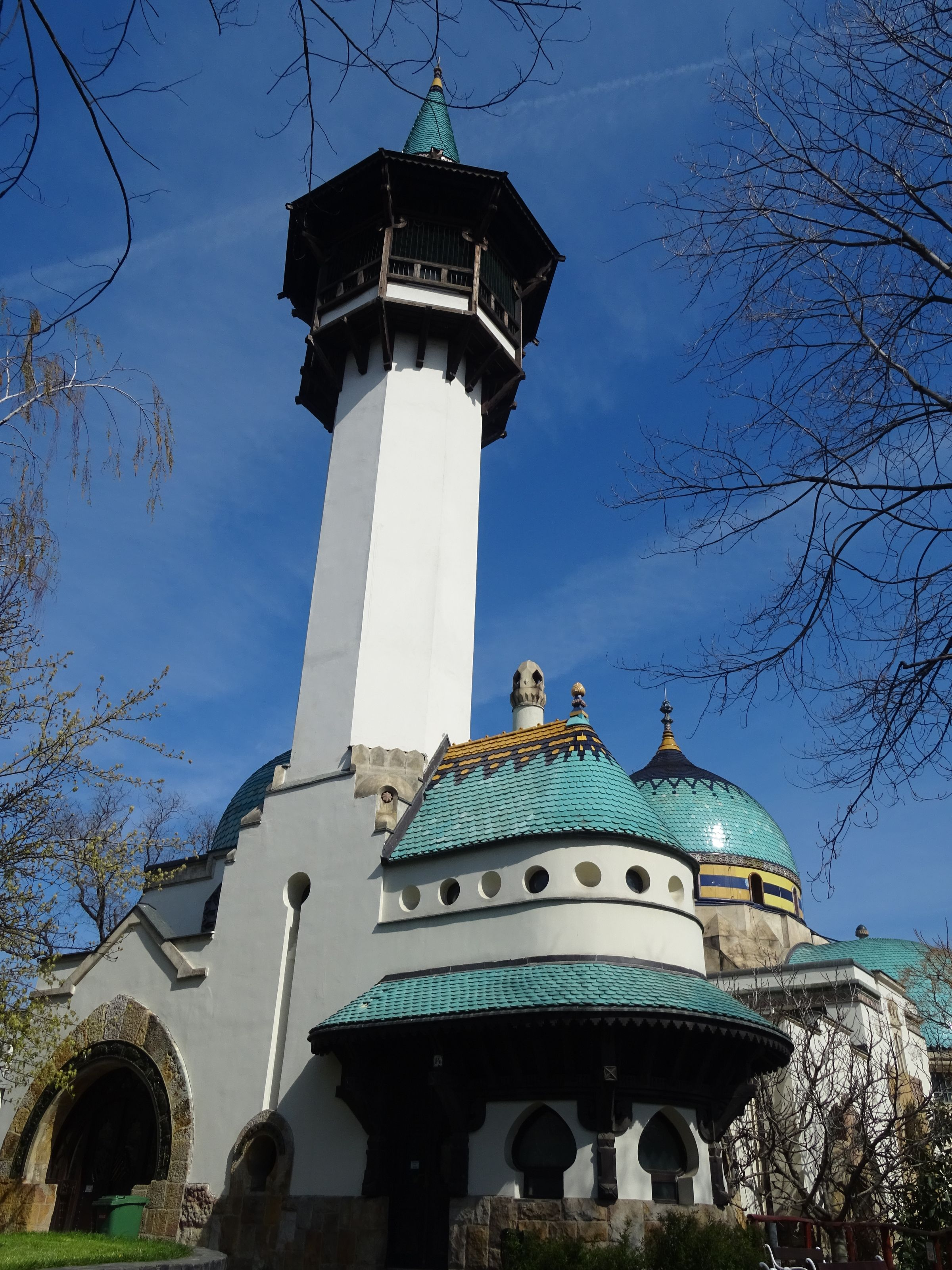
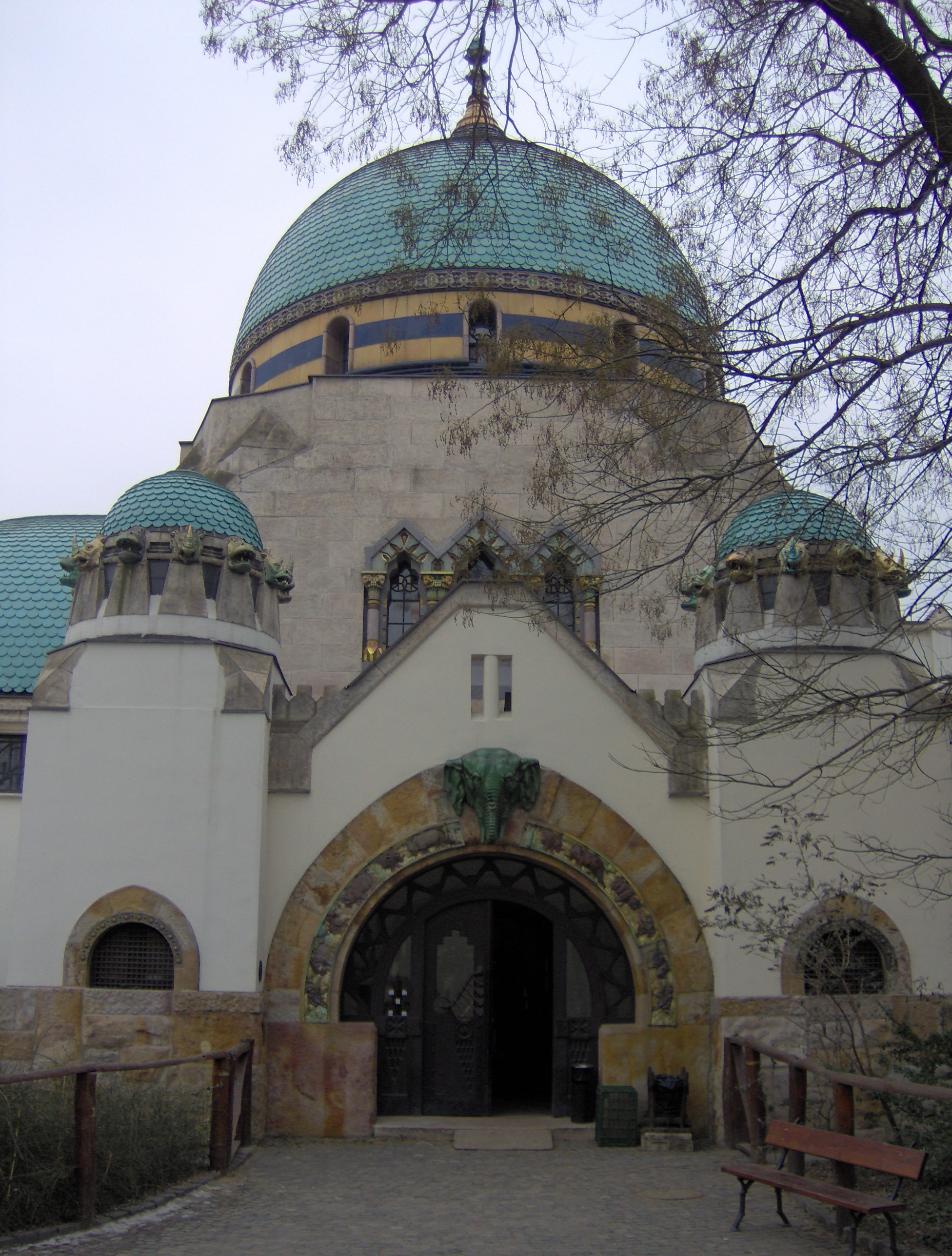
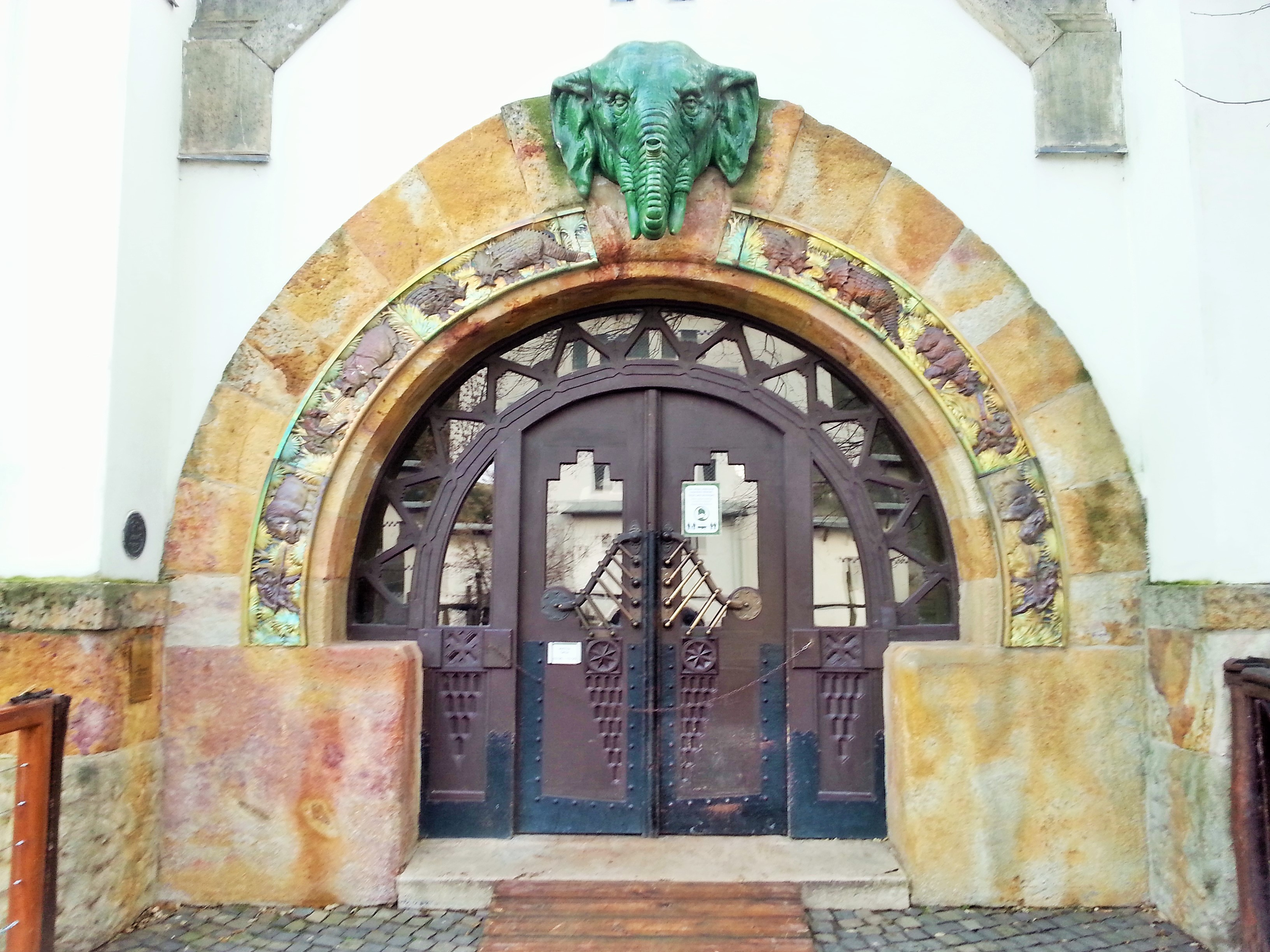
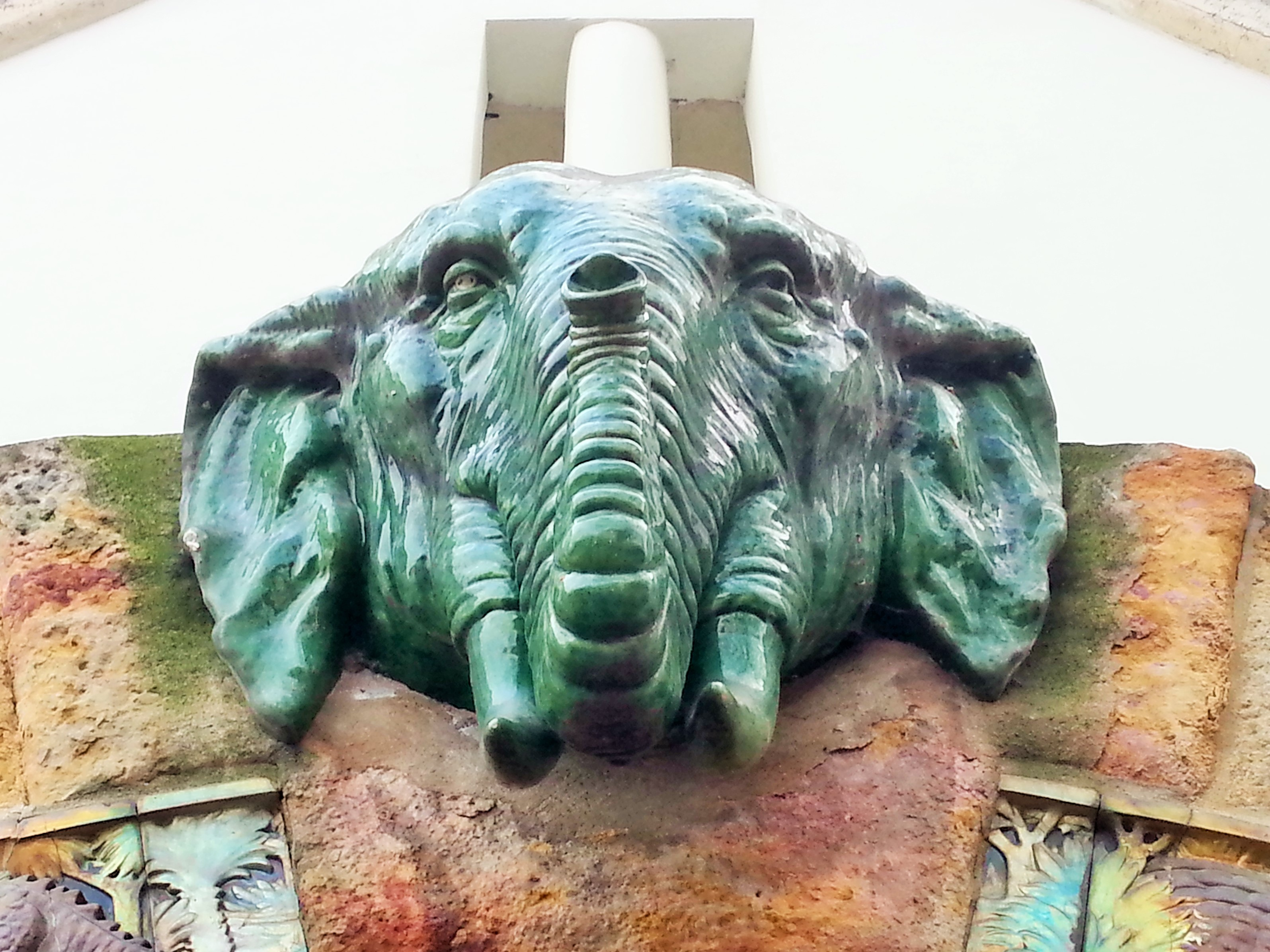
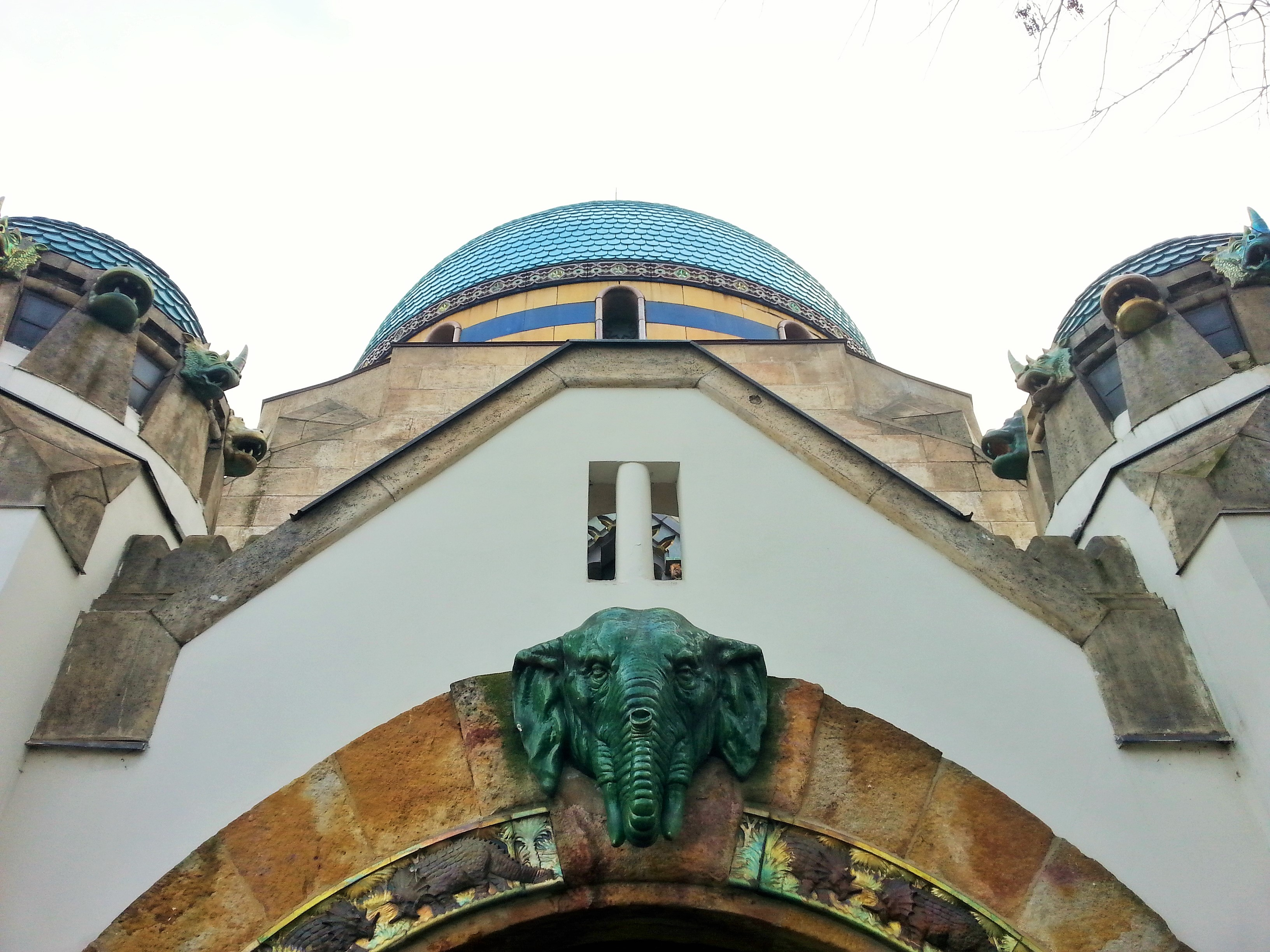
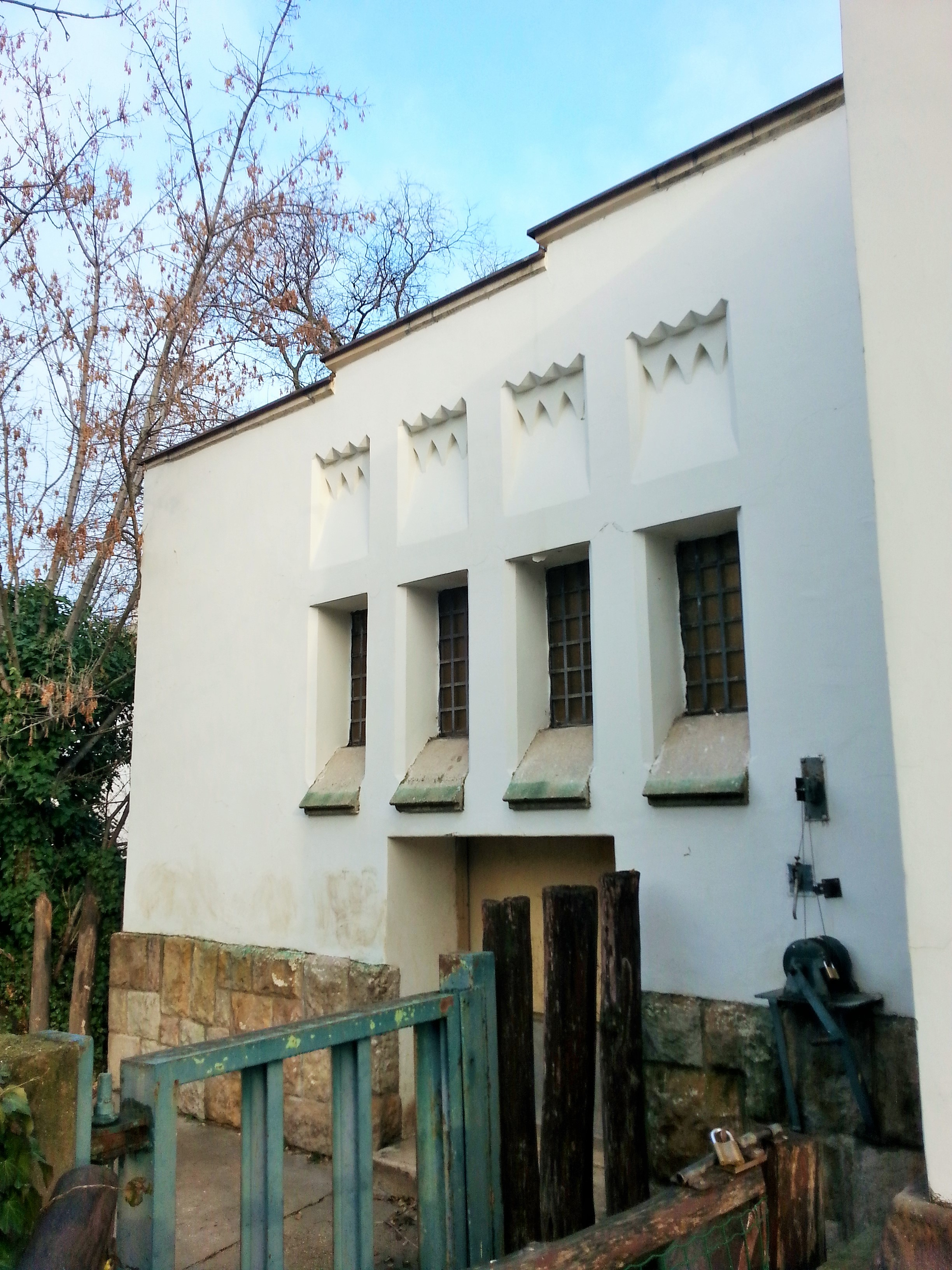
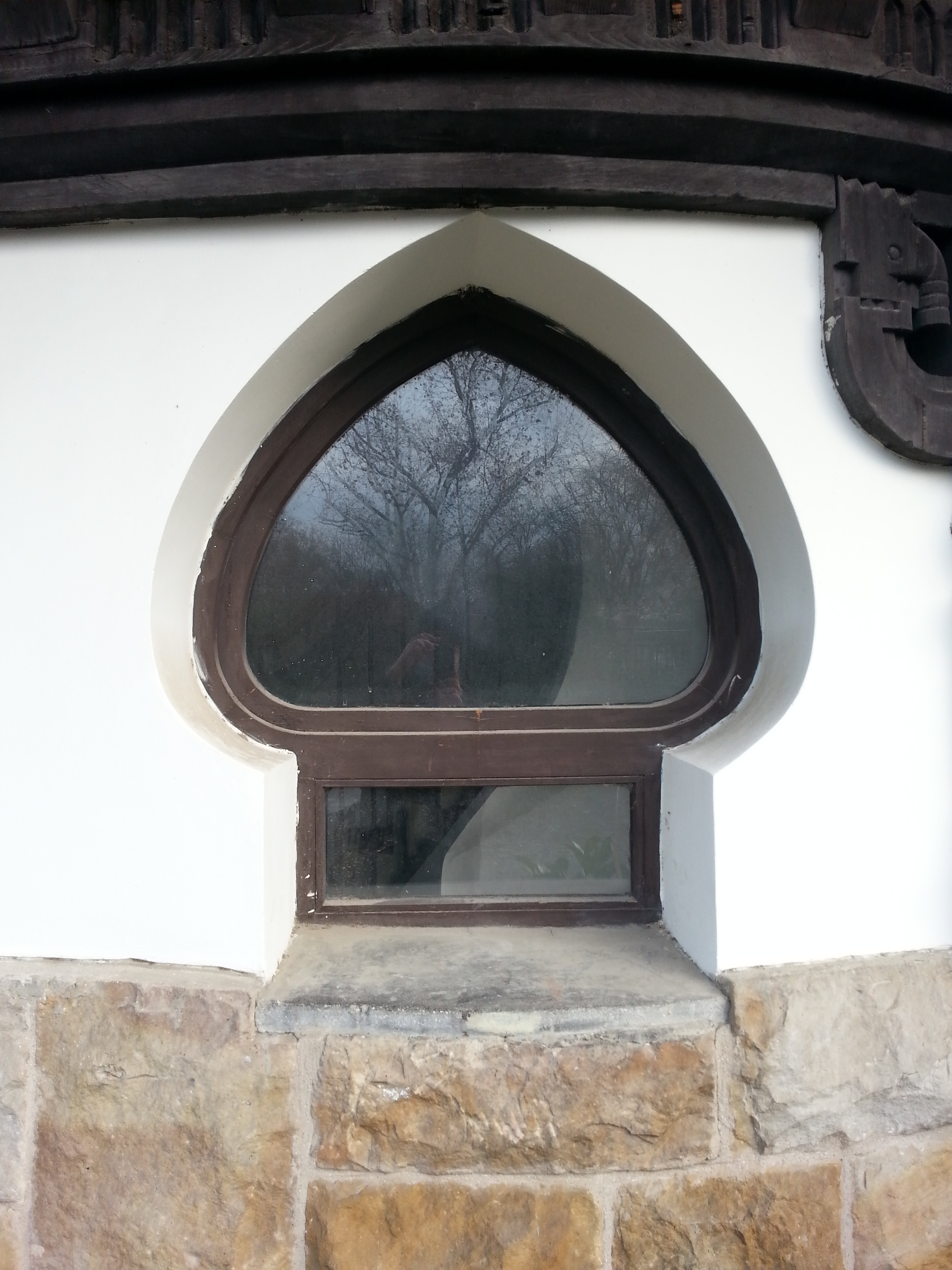
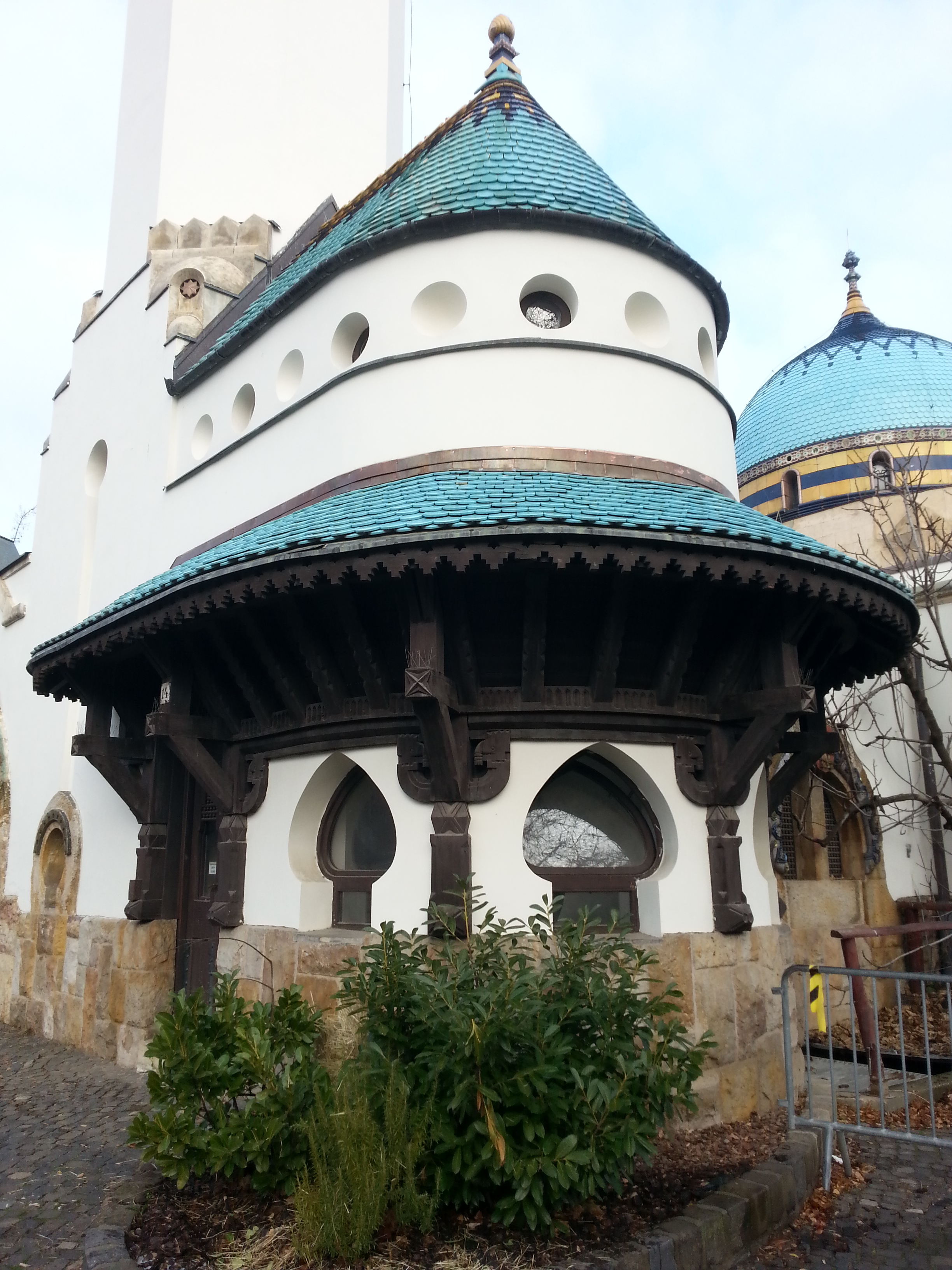
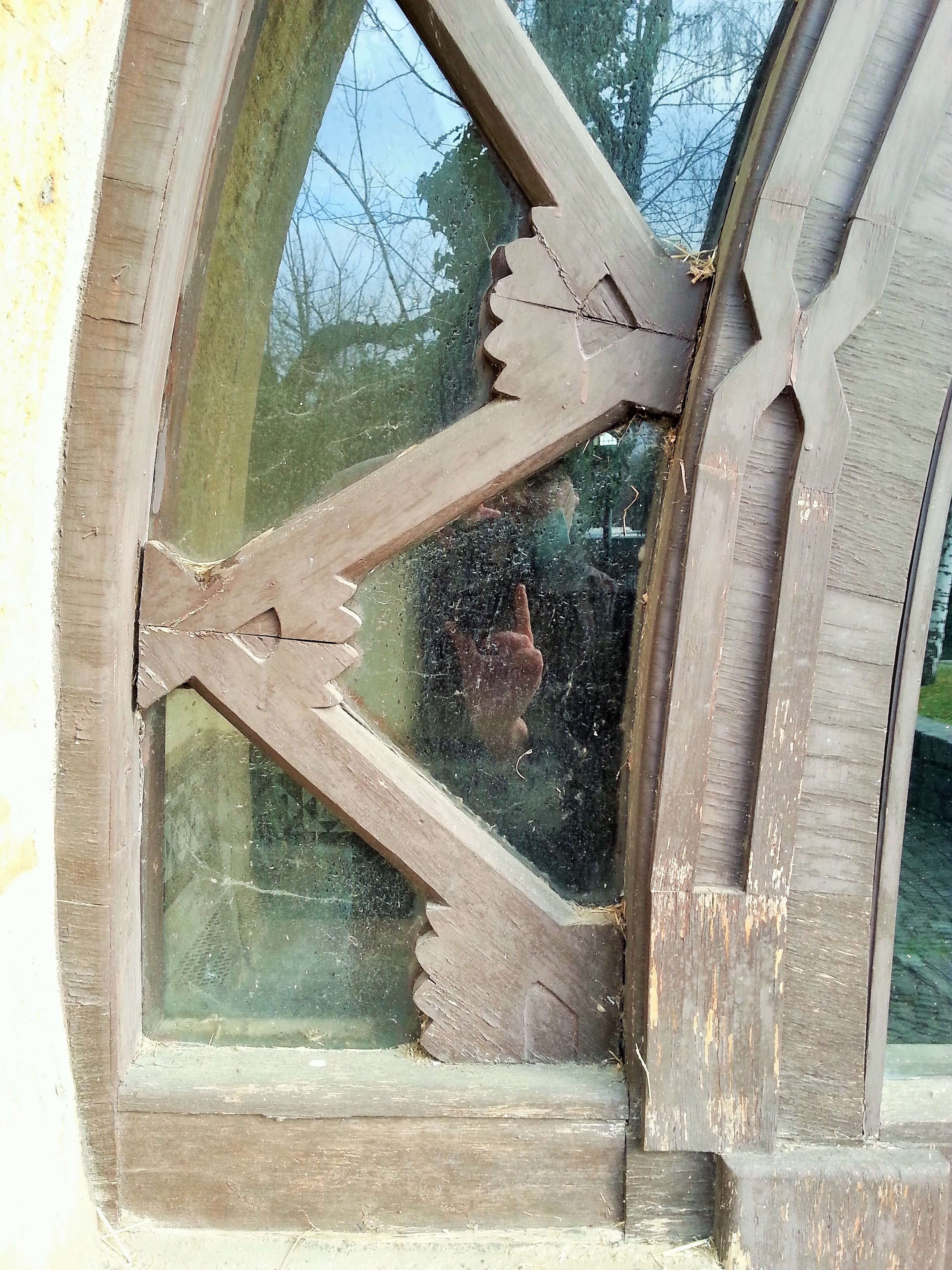
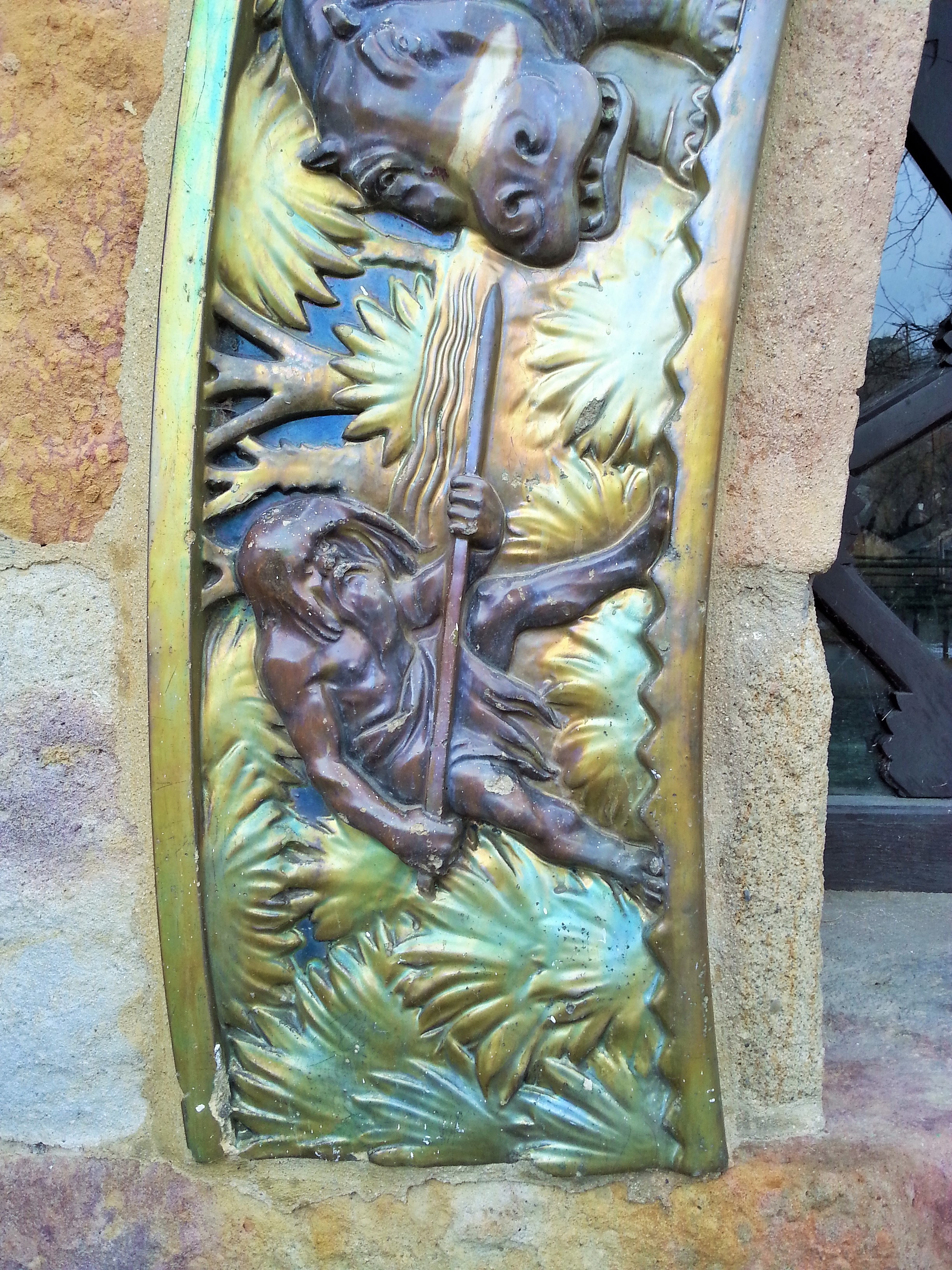
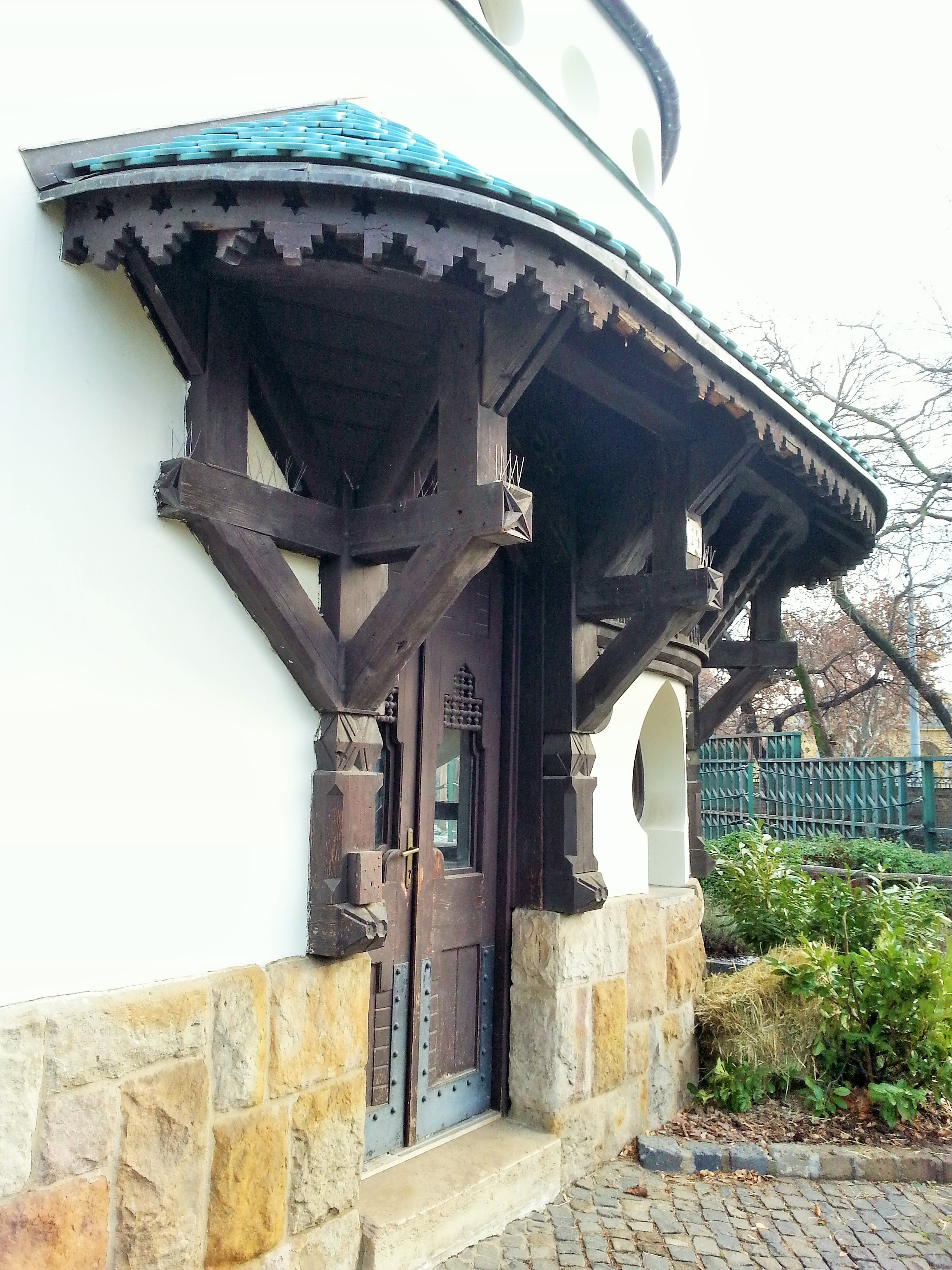
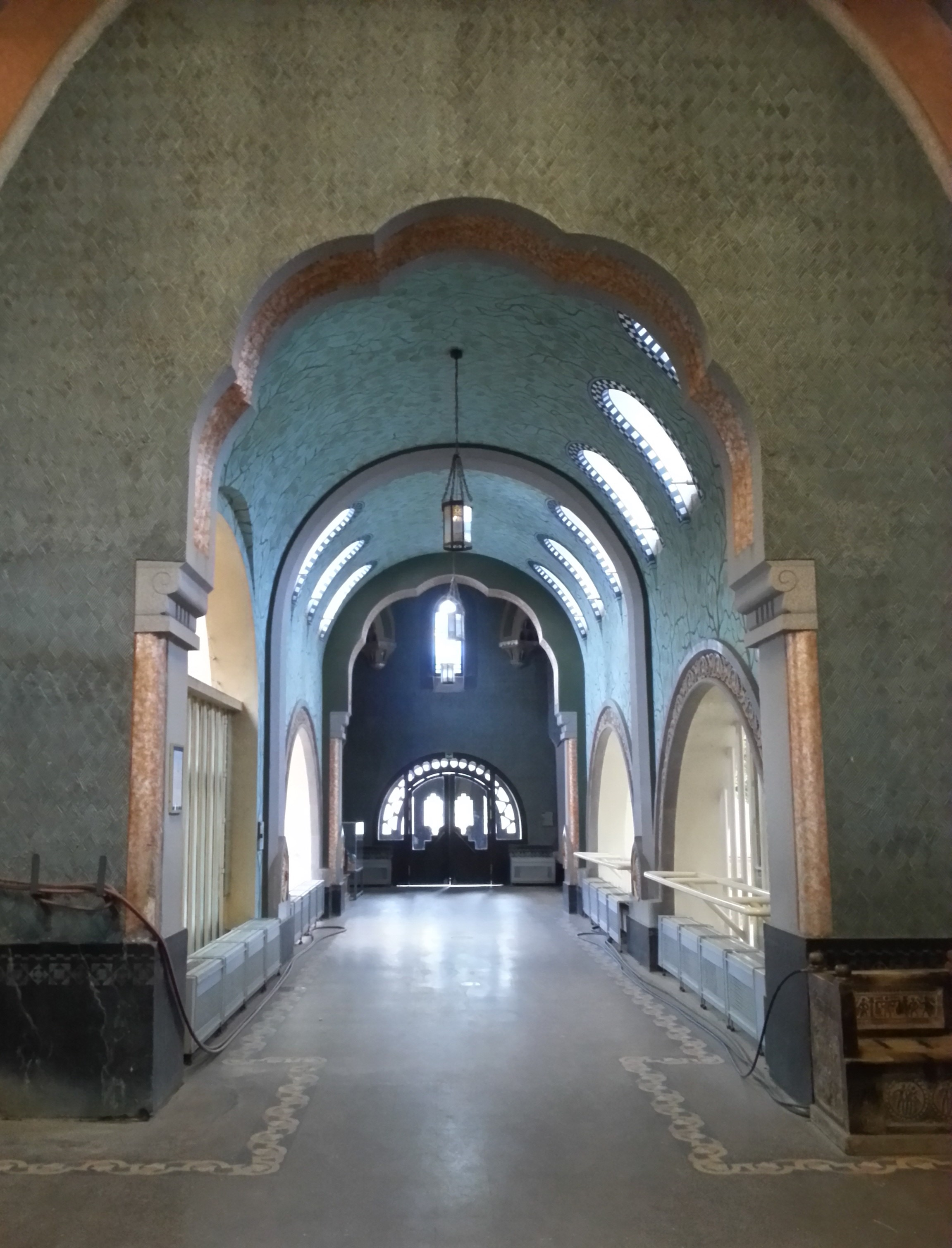
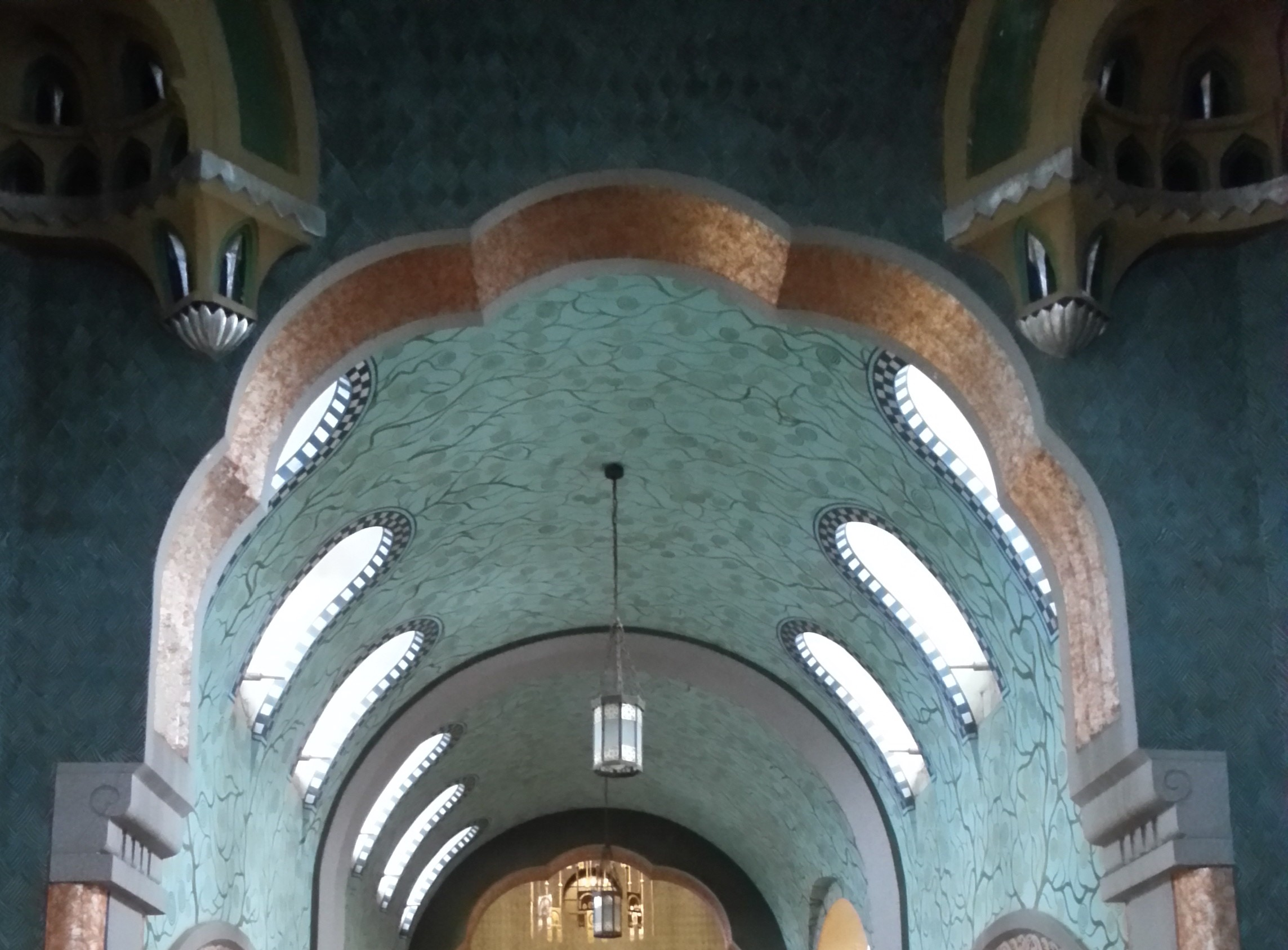
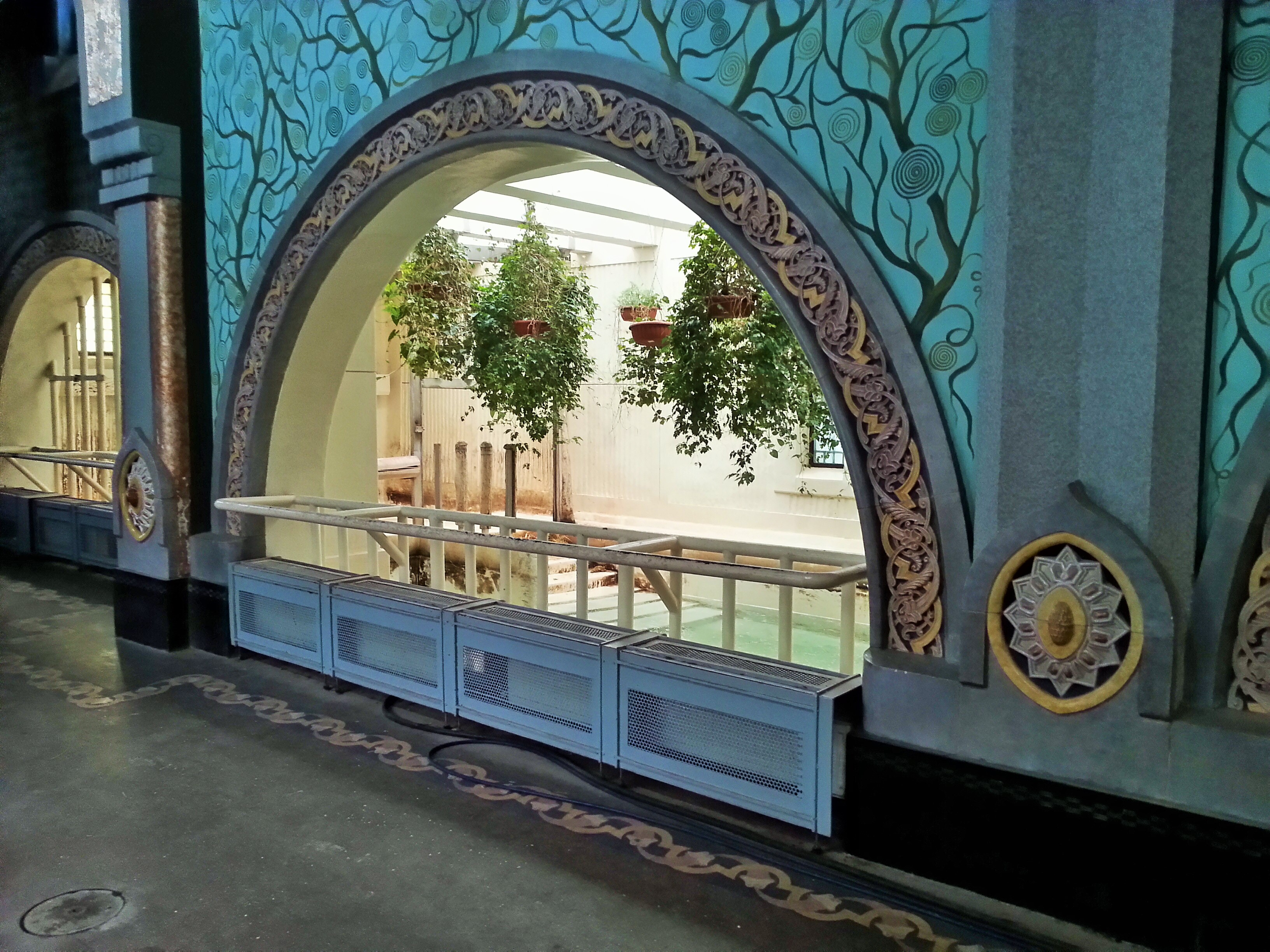
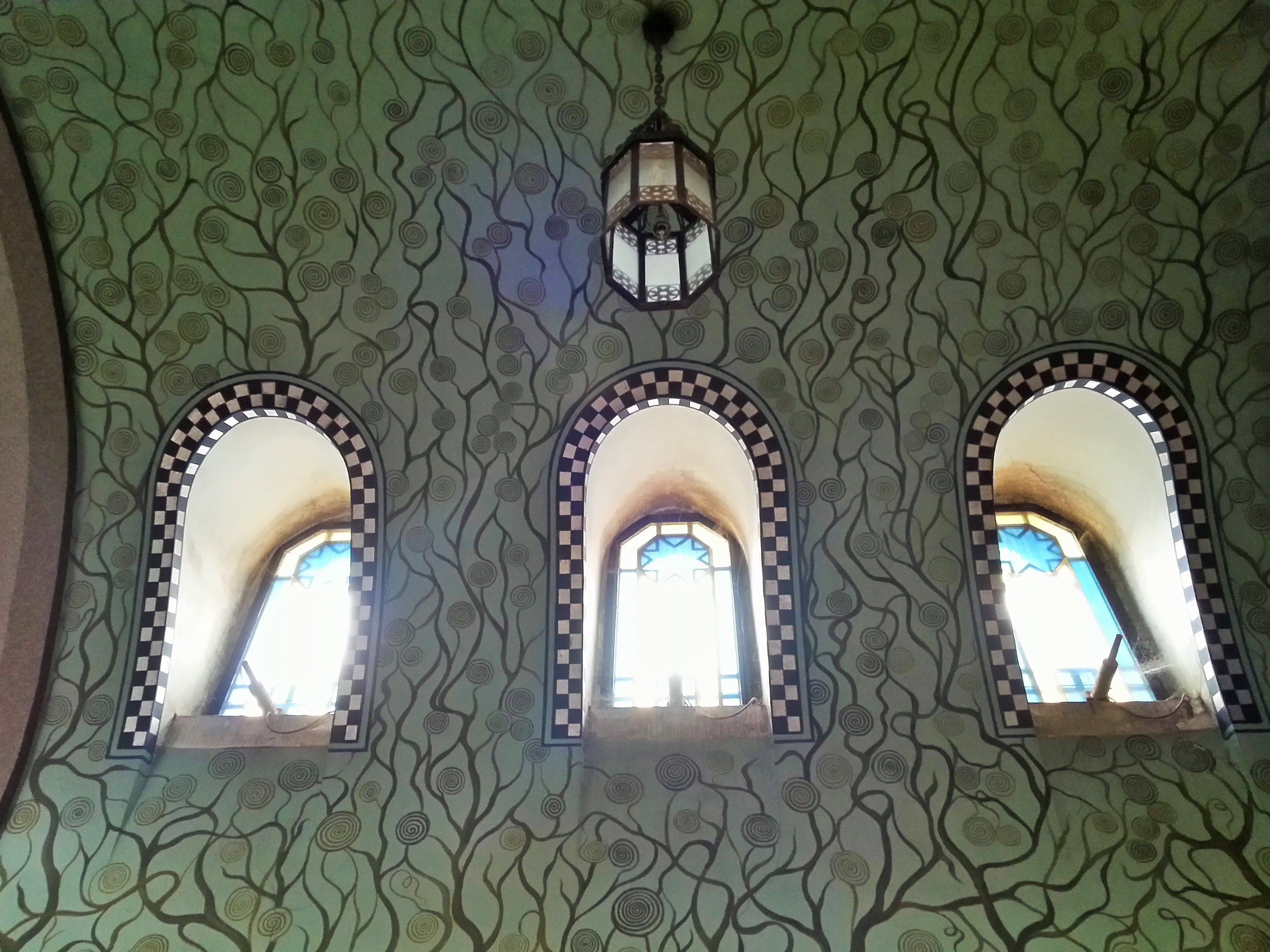
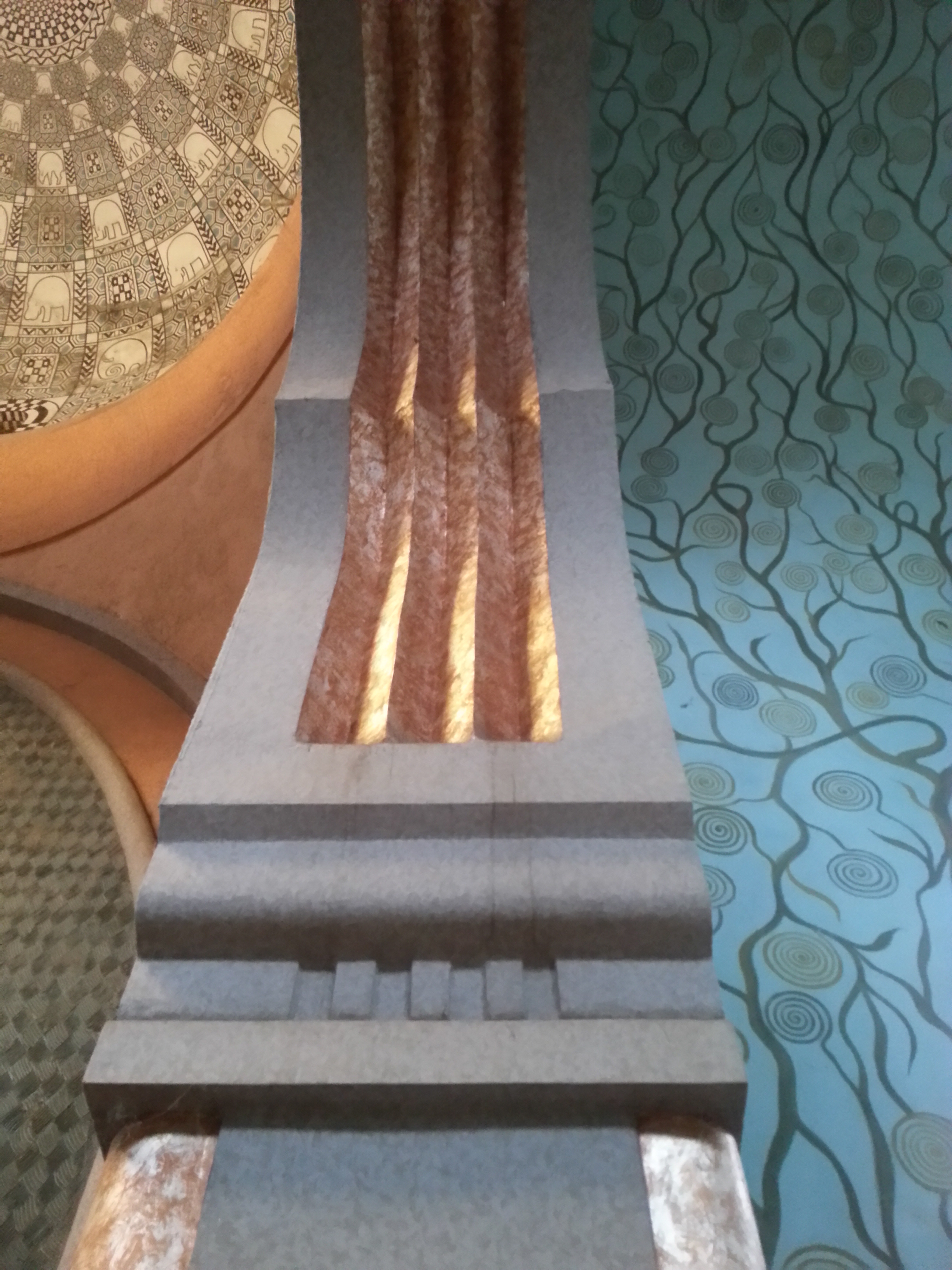
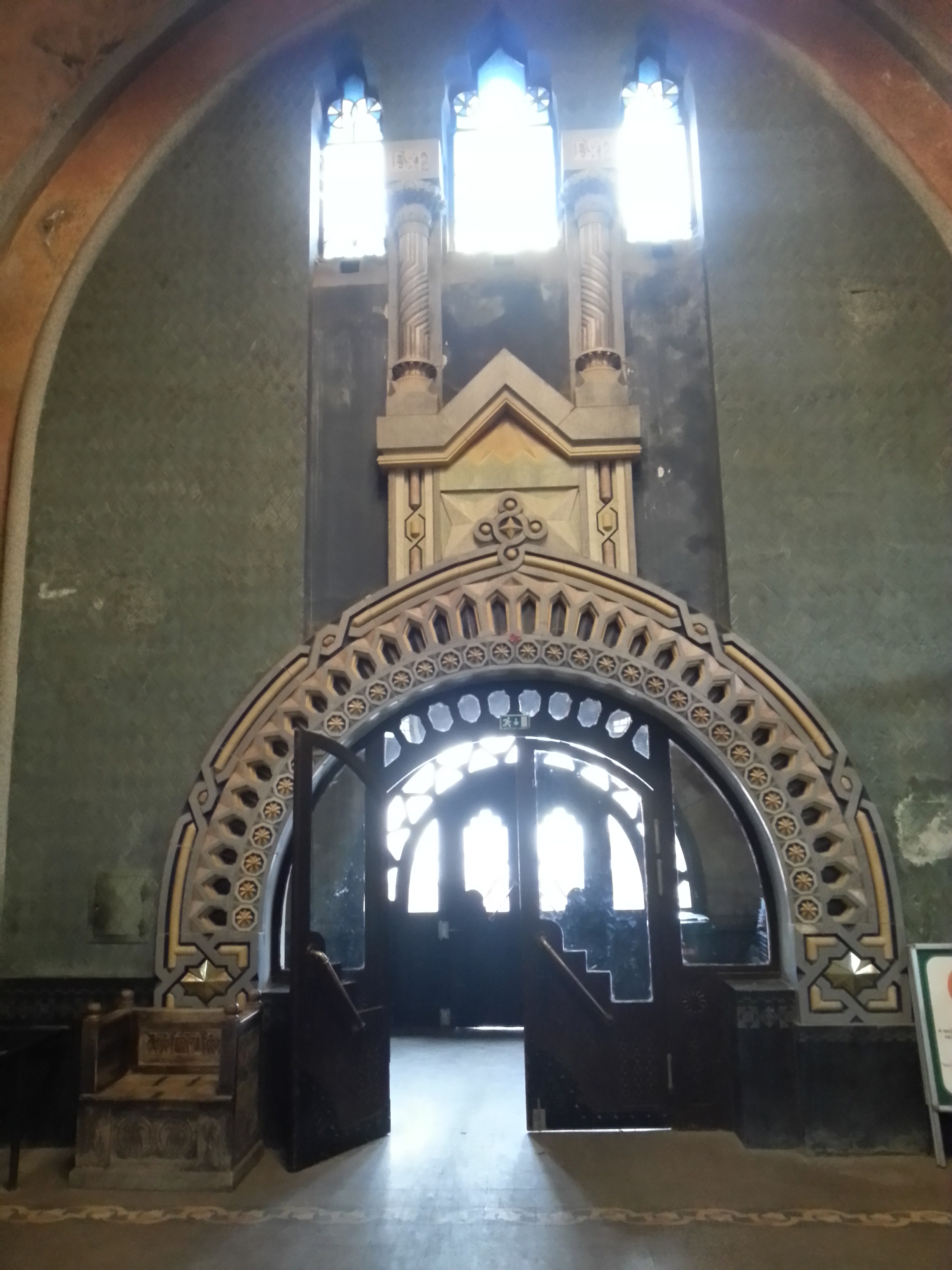
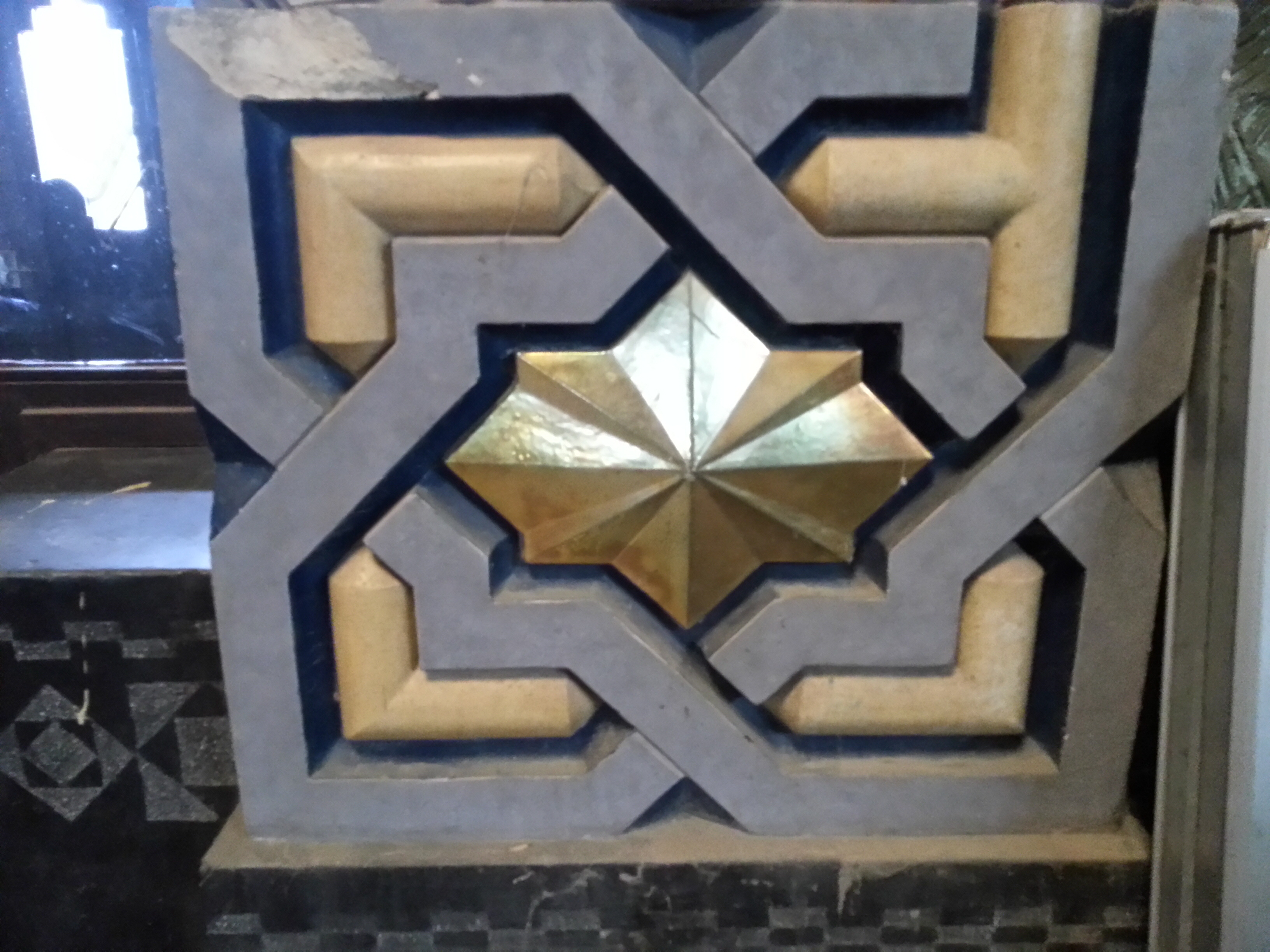
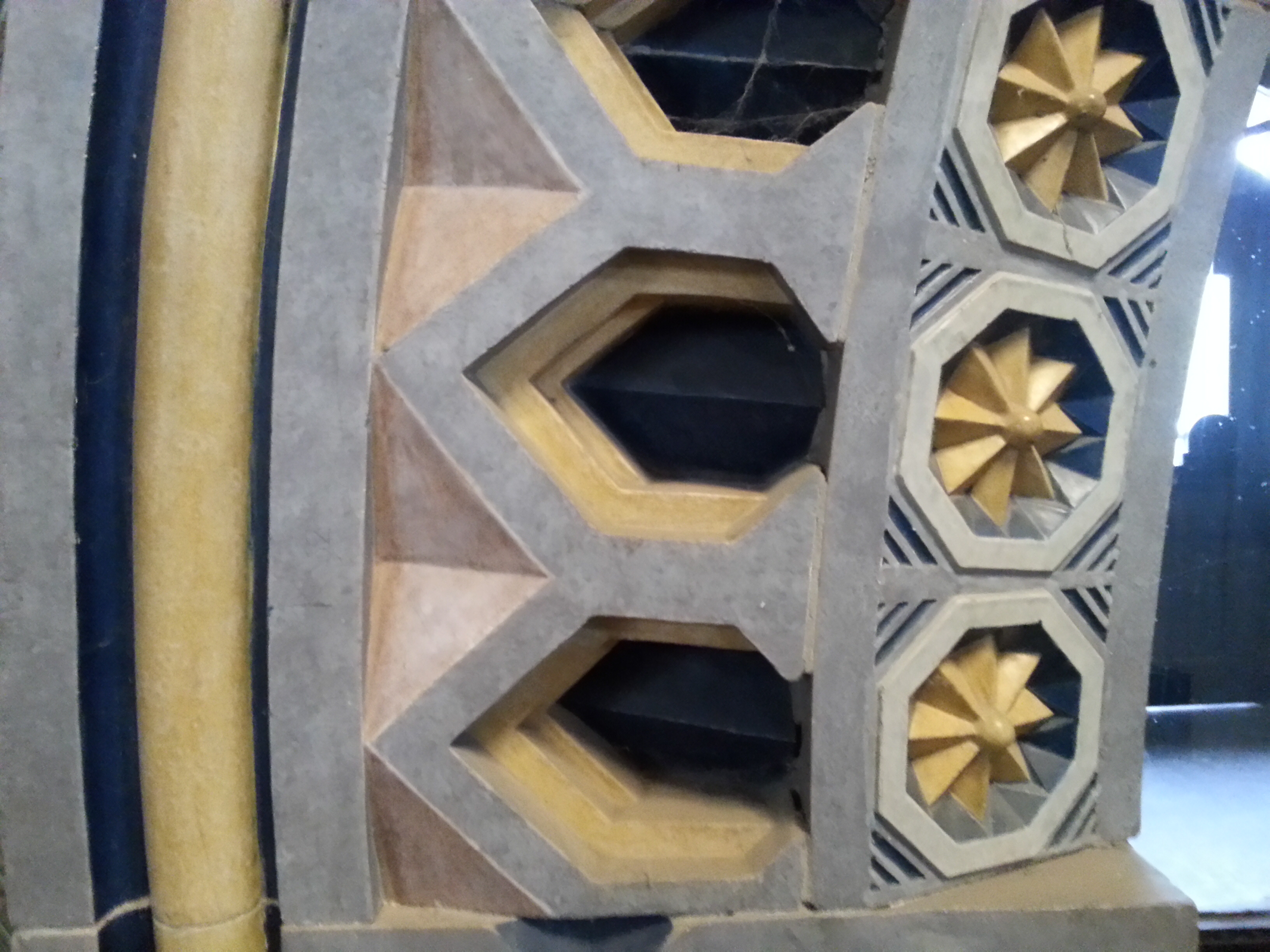
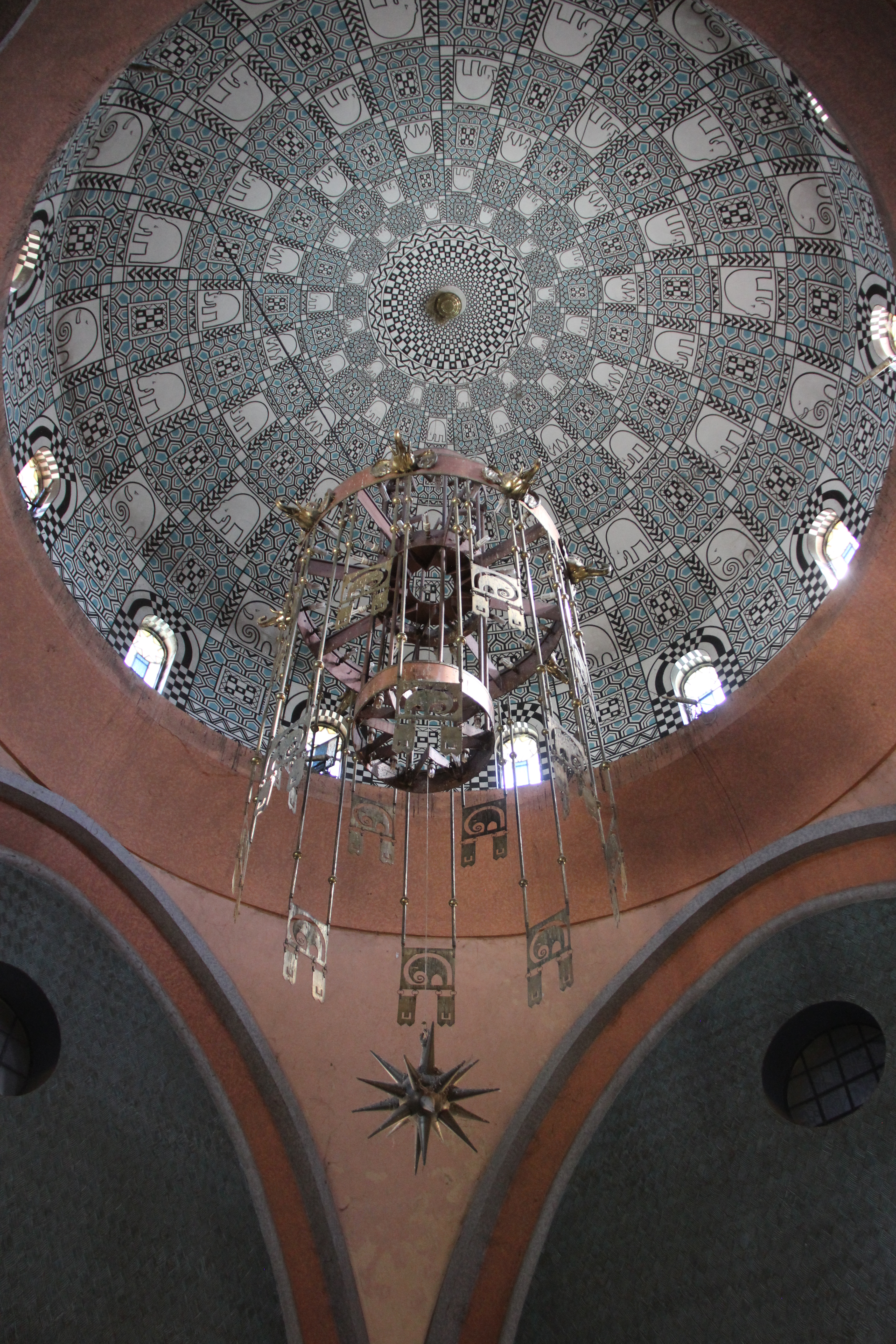
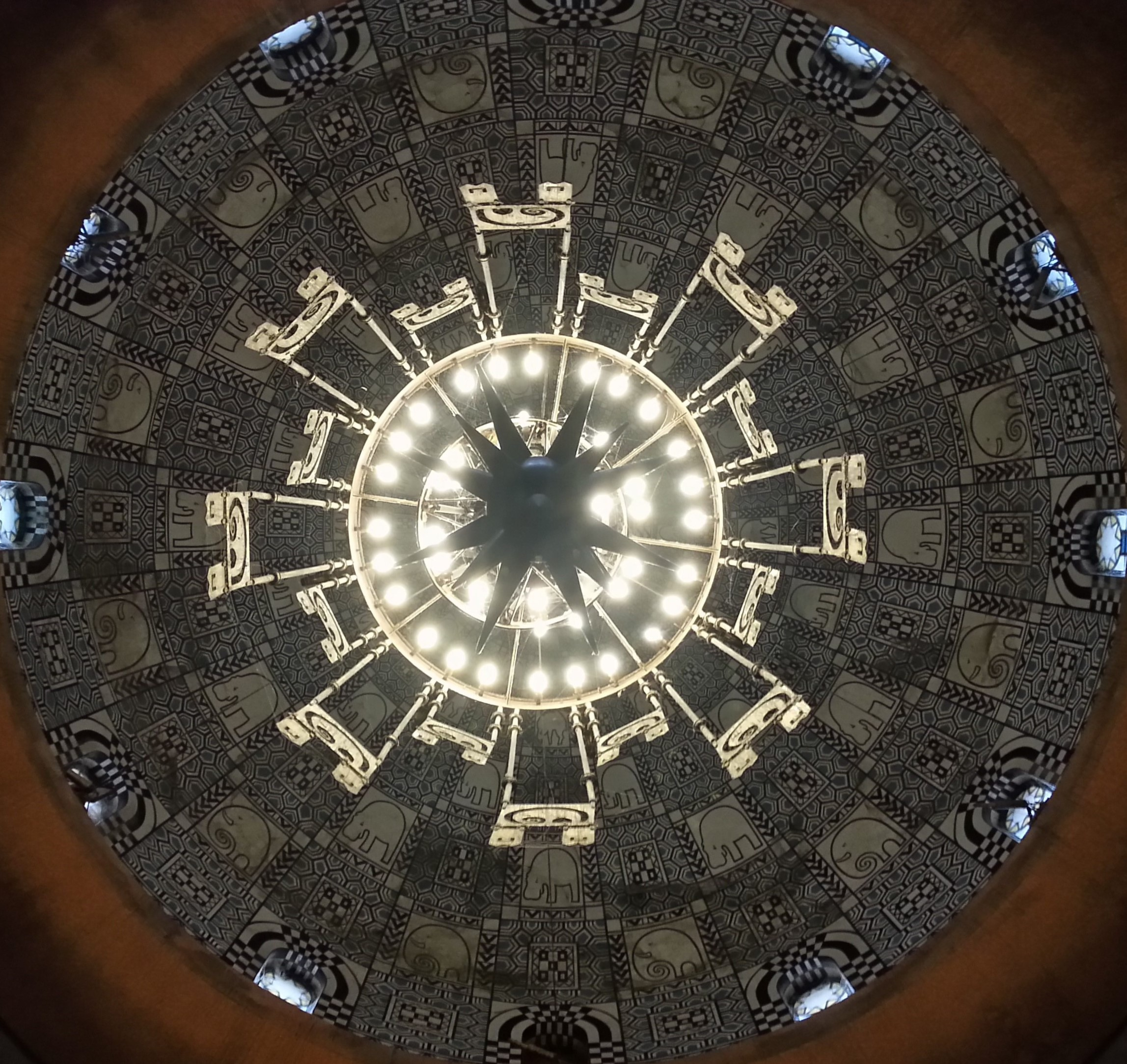
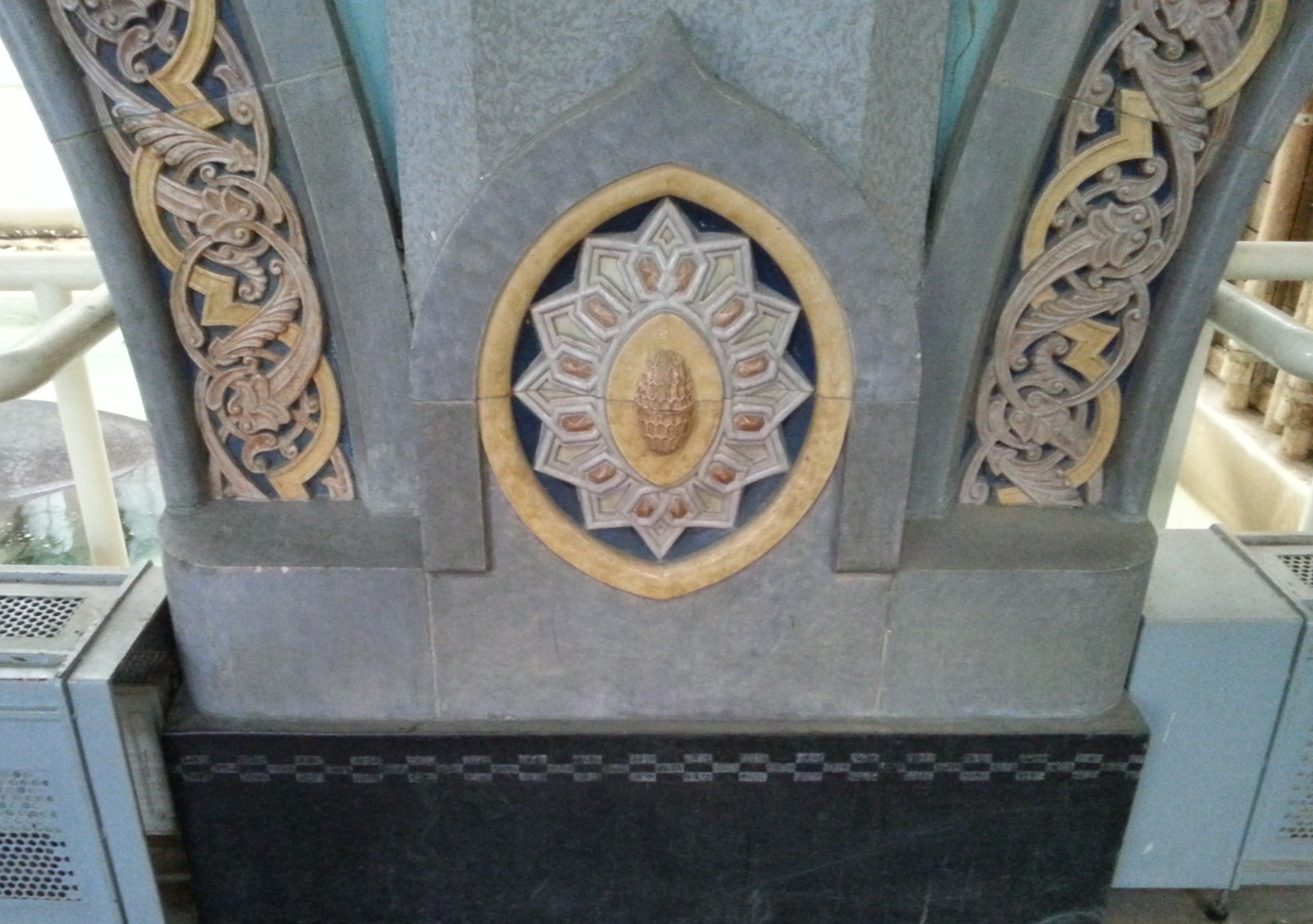
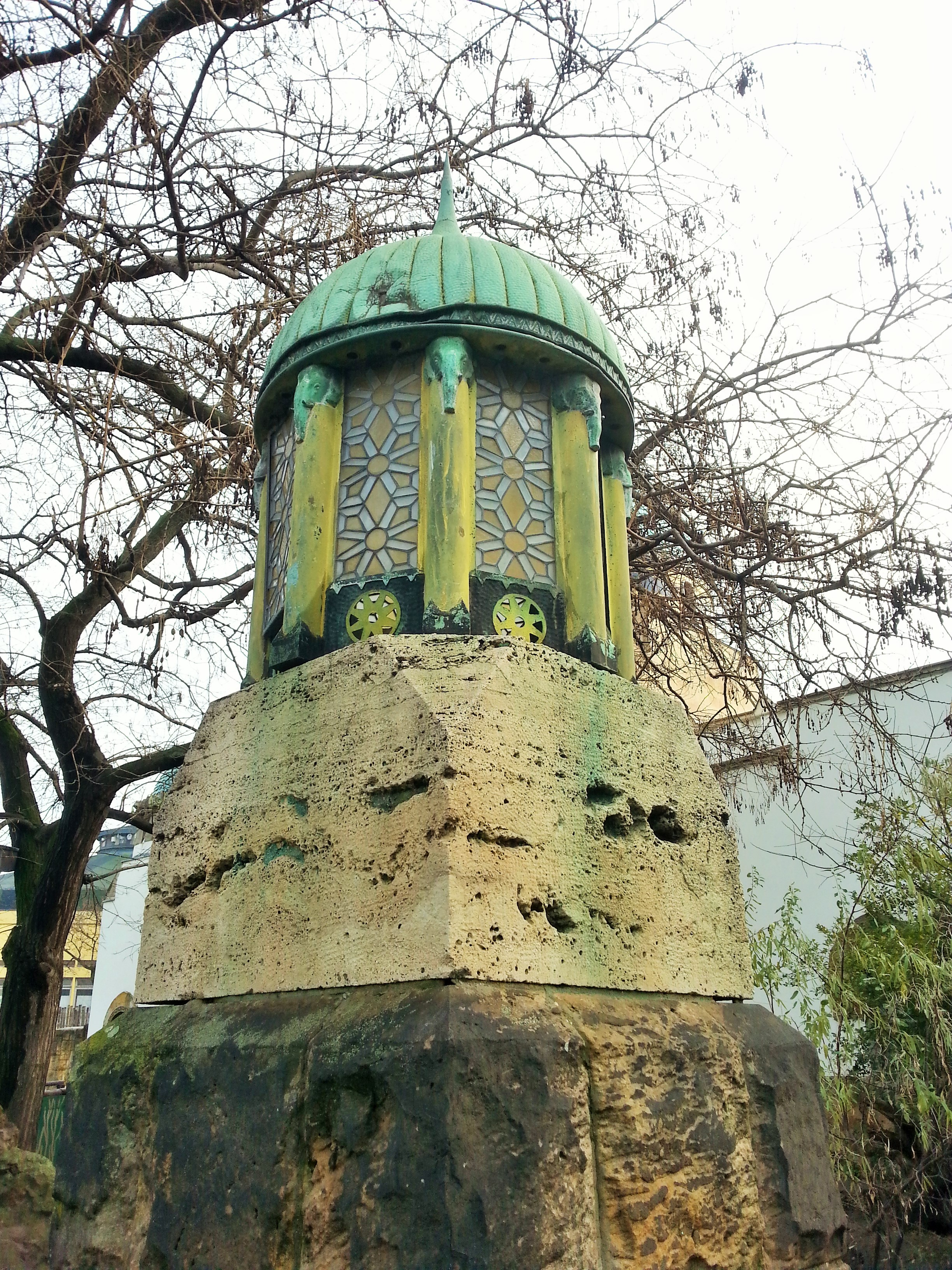

## Külső hivatkozások
- Az elefántház épülete. koh.hu. [2007. szeptember 6-i dátummal az eredetiből archiválva]. (Hozzáférés: 2021. december 13.)
- Az elefántház műemléki helyreállítása. koh.hu. [2007. szeptember 27-i dátummal az eredetiből archiválva]. (Hozzáférés: 2021. december 13.)
- Budapest, XIV. ker., Elefántház és torony rekonstrukciója (Fővárosi Állat- és Növénykert - építési engedélyezési és kiviteli terv - műemléki rekonstrukció). bfvt.hu. (Hozzáférés: 2021. december 13.)
- Meseszép Budapest: Az Elefántház. szepmagyarorszag.hu. (Hozzáférés: 2021. december 13.)
- Az Elefántház. Mesés palota történelmi viharokkal. zoobudapest.com. (Hozzáférés: 2021. december 13.)

## Egyéb irodalom
- Hanga Zoltán: Állatkerti műemlékek, Fővárosi Állat- és Növénykert, Budapest, 2012, ISBN 978-963-88112-7-1, 86-93. o.